# Aziatische korfmossel
De Aziatische korfmossel (Corbicula fluminea) is een tweekleppig weekdier behorend tot de familie van de Cyrenidae. De betreft een exoot die in 1988 voor het eerst in de Nederlandse wateren gevonden werd en nu algemeen voorkomt. De vermoedelijke oorsprong is Zuidoost-Rusland.

## Algemeen
Een volwassen Aziatische korfmossel wordt tot 3,8 cm lang.
Het uiterlijk lijkt sterk op de nauw verwante toegeknepen korfmossel die eveneens in de wateren van de Benelux is te vinden. Verschillen zijn dat de toegeknepen korfmossel fijner is geribbeld, van boven is “toegeknepen” en van binnen paarser is dan de Aziatische korfmossel.
De Aziatische korfmossel wordt gegeten door de Scholekster. Exemplaren die het slachtoffer van predatie zijn, hebben een kenmerkende beschadiging. Beide kleppen zitten met de slotband nog aan elkaar vast, een van beide kleppen is onbeschadigd en bij de andere klep zijn kleine stukken bij de onderrand van de schelp afgebroken. Omdat de Aziatische Korfmossel vooral in rivieren leeft, kan de Scholekster deze soort alleen onregelmatig als voedsel gebruiken bij incidentele lage waterstanden.
In de Verenigde Staten is het dier net als in de Benelux een exoot en uitgezet door de Aziatische gemeenschap die het dier graag eet. De herkomst van de Nederlandse populatie is niet bekend.
Rechter en linker klep van hetzelfde exemplaar:

Rechter klep
Linker klep

## Fossiel voorkomen
Een verwante fossiele soort kwam tijdens bepaalde warme perioden (interglaciaal) in het Midden en Vroeg Pleistoceen ook in Europa voor.